# Heilig Bloedkapel (Boulogne-sur-Mer)
De Heilig Bloedkapel (Frans: Chapelle du Saint-Sang) is een kapel in de tot het departement Pas-de-Calais behorende stad Boulogne-sur-Mer, gelegen aan de Avenue John-Kennedy 55.
Godfried van Bouillon zond vanuit Jeruzalem in 1101 een reliek van het Heilig Bloed aan zijn moeder, Ida van Boulogne. Een kapel herinnerde in de loop der jaren aan deze gebeurtenis.
De kapel is gebouwd in neogotische stijl, van 1859-1860. Het beeldhouwwerk is van de hand van de Londense kunstenaar W. Farmer; de glas-in-loodramen uit 1860 werden vervaardigd door C.Levêque.

## Heilig Bloed
De kapel ziet eruit als een grote reliekschrijn. De Heilig Bloedreliek bevond zich in een schrijn van 1308, toen de reliek door koning Filips de Schone werd geschonken ter gelegenheid van het huwelijk van zijn dochter met koning Eduard II van Engeland. Tijdens de Franse revolutie kwam het schrijn in handen van particulieren. Uiteindelijk kwam het schrijn -zonder reliek- terecht in de schatkamer van de Onze-Lieve-Vrouwebasiliek en de reliek werd in 1912 in een nieuwe reliekhouder aangebracht en bevindt zich sindsdien in de kapel.
In de kapel bevond zich een 17e-eeuws houten bas reliëf. Volgens de legende zou dit tijdens de Franse Revolutie in zee geworpen zijn en op eigen kracht stroomopwaarts door de Liane weer terug naar de oever dicht bij de toenmalige kapel zijn gedreven. Ook dit reliëf bevindt zich in genoemde schatkamer, maar in de kapel bevindt zich een replica.